# Antisana
Antisana é um vulcão da Cordilheira dos Andes localizado no Equador. Atinge os 5758 metros de altitude. A sua última erupção ocorreu em 1801-1802.
Nas encostas do Antisana situa-se a mais alta aldeia do Equador. Para cozinhar, os habitantes usam a energia geotérmica, não necessitando de fogão.

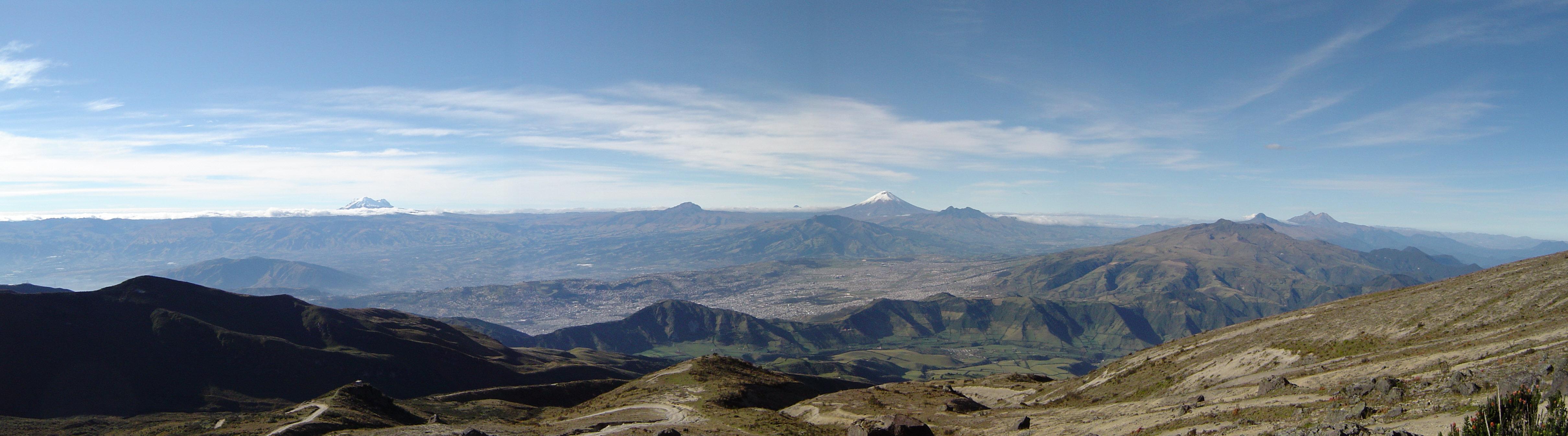
O Antisana é o cume mais à esquerda

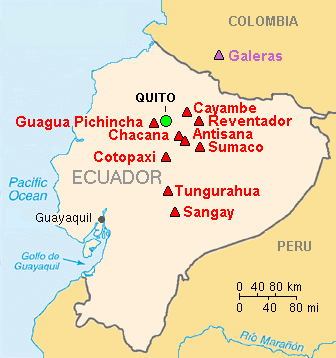
Mapa indicando a localização dos maiores vulcões do Equador, entre eles o Antisana.

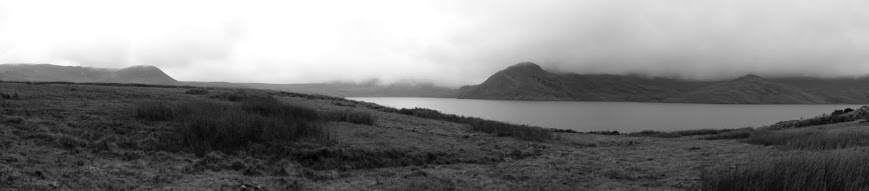
Antisana

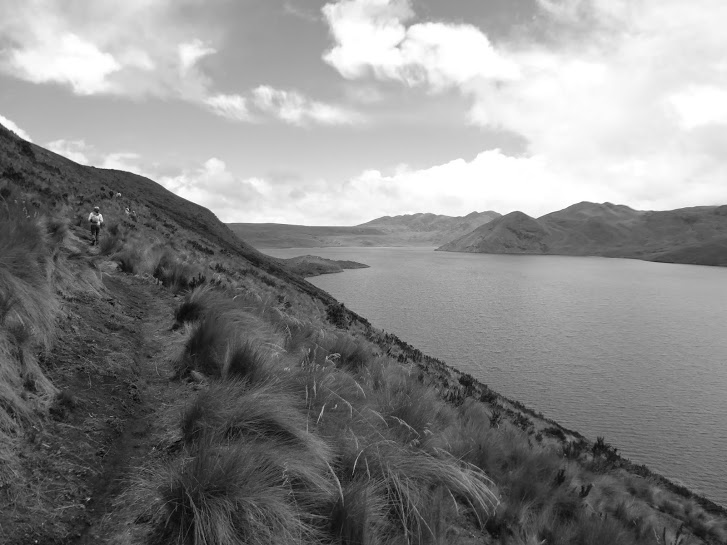
Antisana